# Kuroko – Tuyển thủ vô hình: Trận đấu cuối cùng
Kuroko - Tuyển thủ vô hình: Trận đấu cuối cùng (Nhật: 劇場版 黒子のバスケ LAST GAME Hepburn: Gekijō-ban Kuroko no Basuke Rasuto Gēmu) là Movie đầu tiên của Series phim hoạt hình Kuroko: Tuyển thủ vô hình được tạo bởi Tadatoshi Fujimaki. Bộ phim được hãng Odex xuất bản và công chiếu ngày 18.3.2017 tại Nhật Bản với hơn 91 rạp công chiếu. Phim được chuyển thể từ phần ngoại truyện có tên là Tadatoshi Fujimaki's.

## Nội dung
Movie là sequel của series anime, diễn ra sau khi Kuroko và Kagami trở thành học sinh năm 2 cao trung Seirin. Một đội bóng rổ của Hoa Kỳ mang tên Jabberwock đã đến Nhật Bản và đấu giao hữu với đội bóng rổ Nhật. Sau sự thất bại của đội Nhật, các thành viên của Jabberwock bắt đầu chế giễu và khinh thường bóng rổ Nhật Bản. Bắt đầu từ đây, nỗi quyết tâm của những chàng trai trong đội bóng của Nhật được khơi dậy mạnh mẽ, những thành viên của Thế hệ kỳ tích tập hợp lại thành đội Vorpal Swords, đối đầu với Jabberwock.

## Sản xuất
Fuijimaki là giám sát trưởng của bộ phim, và anh ấy đang viết những 'phân đoạn ban đầu' cho phim. Shunsuke Tada trở về sau ba mùa anime để đạo diễn cho bộ phim tại Production I.G. Noboru Takagi cũng quay trở lại để xử lý cấu tạo series, Yoko Kikuchi trở lại với thiết kế nhân vật, và Yoshihiro Ike trở về từ mùa 2 và 3 để soạn nhạc. Dàn diễn viên chính trong loạt phim truyền hình cũng đang quay trở lại đóng lại vai diễn của họ trong phim.
| Nhân vật     | Diễn viên Lồng Tiếng |
| ------------ | -------------------- |
| Nash Gold Jr | Hikaru Midorikawa    |
| Jason Silver | Tetsu Inada          |

## Ảnh hưởng
Kuroko No Basket: Last Game đã được ra rạp tại Nhật Bản vào ngày 18/3/2017 vừa qua tại 91 rạp. Sau tuần đầu tiên công chiếu, bộ phim đã thu về hơn 250 triệu Yên cùng với đó là 170.000 vé được bán ra.

## Bài hát chủ đề
- Glorious days (Glorious days) trình bày bởi GRANRODEO's